# Umbellapathes litocrada
Umbellapathes litocrada — вид коралових поліпів родини Schizopathidae ряду антипатарій (Antipatharia). Описаний у 2020 році.

## Поширення
Вид поширений у тихому океані поблизу Гавайських островів. Виявлений на Підводних горах музикантів та підводних горах поблизу атолу Джонстон.

## Опис
Коралум моноподіальний, розгалужений і перистий. Стебло складається з довгої нижньої незакріпленої ділянки (стебла) і верхнього дистального відділу з простими двосторонніми первинними кісточками, деякі з яких розвиваються у гілки, що мають такий самий малюнок, як і стебло, і які разом утворюють дискоїдальну форму крони. Вторинні петельки відсутні на первинних ланках стебла або гілок. Колючки короткі, трикутної до напівсферичної форми, розміщені в неправильних осьових рядах, у поперечному розрізі видно п’ять чи шість рядів, у кожному ряді приблизно по 4 колючки на мм. Поліпи діаметром 3–4,5 мм; по 2 - 3 поліпи на см².